# Joseph Mösl

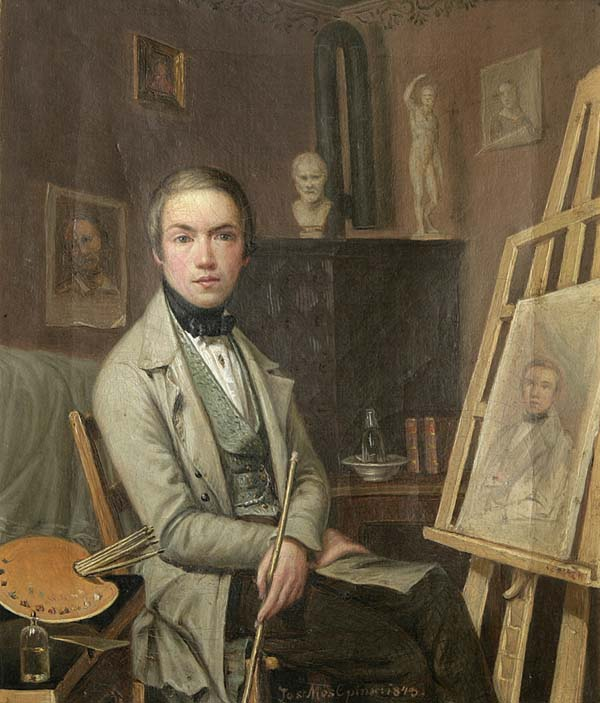
Der junge Maler im Atelier (Selbstbildnis)

Joseph Mösl (* 13. Januar 1821 in der Moosmühle in Köstendorf-Helming bei Salzburg; † 9. November 1851 ebenda) war ein in Österreich  geborener und in Deutschland tätiger Porträtmaler und Freskant.
Seine Eltern waren Landwirte und Müller. Er wurde zum Müller ausgebildet und legte 1836 die Gesellenprüfung ab. Der Salzburger Erzbischof Friedrich zu Schwarzenberg bemerkte anlässlich eines Ausfluges auf den Tannberg seine zeichnerische Begabung und schickte ihn zum Maler Sebastian Stief nach Salzburg in die Lehre, wo er vom 1. April 1840 bis August 1841 verblieb.
Von 1841 bis 1846 besuchte Mösl, gefördert vom Erzbischof Friedrich zu Schwarzenberg, die Königliche Akademie der Künste in München, wurde jedoch nicht im Matrikelbuch eingetragen. 
Von Juni 1846 war er unter Johann von Schraudolph fünf Jahre lang an der künstlerischen Gestaltung des wiederaufgebauten Kaiserdomes zu Speyer (Szenen aus dem Leben des heiligen Bernhard) beschäftigt.
Am 1. Mai 1851 kehrte Mösl schwer erkrankt von Speyer zurück in sein Heimathaus in Köstendorf und starb dort ein halbes Jahr später im Alter von 30 Jahren. An der nördlichen Friedhofsmauer erinnert eine Gedenktafel aus Marmor an diesen Künstler. Auch eine Straße in Köstendorf wurde nach ihm benannt.